# Sportif moldave de l'année
Le Sportif moldave de l'année est désigné annuellement depuis 2005 par le Ministère Moldave de la Jeunesse et des Sports.

## Palmarès

### Sportif de l'année
| Année | Sportif          | Sport         |
| ----- | ---------------- | ------------- |
| 2005  | Alexandru Bratan | Haltérophilie |
| 2006  | ?                | ?             |
| 2007  | Igor Bour        | Haltérophilie |
| 2008  | Veaceslav Gojan  | Boxe          |
| 2009  | Igor Grabucea    | Haltérophilie |
| 2010  | Andrei Perpeliță | Lutte libre   |
| 2011  | Sergiu Toma      | Judo          |
| 2012  | Cristina Iovu    | Haltérophilie |
| 2013  | Oleg Sîrghi      | Haltérophilie |
| 2014  | Mihai Sava       | Lutte libre   |